# مارتن جاغر
مارتن جاغر هو متزحلق سويسري، ولد في 20 ديسمبر 1987 في Walenstadt ‏ في سويسرا.

## وصلات خارجية
- مارتن جاغر على موقع IBU (الإنجليزية)
- مارتن جاغر على موقع الاتحاد الدولي للتزلج (التزلج الريفي) (الإنجليزية)